# Lijst van spelers van Antwerp FC
Deze lijst omvat voetballers die bij de Belgische club Royal Antwerp FC spelen of gespeeld hebben.

## A
- Saïd Abbou (2010-2011)
- Hussain Abdulrahman (2002-2004 op uitleenbasis)
- Antonio Acosta (1997-1999)
- Orseer Achihi (2025-heden)
- Younes Achter (2016)
- Ransford Addo (2007-2010)
- Farouck Adekami (2024-heden)
- Jason Adesanya (2015 op uitleenbasis)
- Thomas Adriaensens (1996-2004, 2004-2009)
- Paul Adriaenssen (1960-1962)
- Raymond Adriaenssen (1959-1962)
- Eddy Aerts (1972-1976)
- Felix Aerts (1911-1923)
- Herwin Aerts (1974-1989)
- Jaak Aerts (1934-1949)
- Toby Alderweireld (2022-2025)
- Robert Alen (1952-1970)
- Ben Algoet (2001-2010)
- Gustaaf Alix (1950-1970)
- Gordon Allan (1892-1894)
- Allcock (1897-1898)
- Damien Allen (2007 op uitleenbasis)
- Guillaume Allers (1894)
- Arthur Allingham (1894-1895)
- Dinis Almeida (2021-2022)
- John Aloisi (1993-1996)
- Charles Altschul (1901-1903)
- Djamel Amani (1989-1990)
- Paulo Americo (1997-1998)
- Peter Anderson (1975-1978)
- René Annaert (1910-1930)
- Nana Ampomah (2020-2022)
- Joaquín Ardaiz (2017-2018)
- Jean Arnolis (1971-1972)
- Dino Arslanagić (2017-2020)
- Nana Asare (2004-2005)
- Faruk Atalay (2004-2005)
- Stefan Audenaerdt (1977-1990)
- Albert Augustus (1909-1916)
- Frans Augustus (1909-1910, 1912-1926)
- Joseph Augustus (1912-1928)
- Felipe Avenatti (2021)
- Gastón Ávila (2022-2023)
- Cătălin Azoiţei (1995-1996)

## B
- Amara Baby (2018-2020)
- Vital Backeljau (1937-1939)
- Hendrik Baecke (1935-1936)
- Marc Baele (1974-1992)
- Kevin Baert (1993-1997 op uitleenbasis en 1997-2011)
- Plaisir Bahamboula (2011)
- Roy Bakkenes (2013-2014)
- Ronald Balemans (1957-1971, 1973-1982)
- Michel-Ange Balikwisha (2021-heden)
- Zoltán Balog (1998-1999)
- Phil Bardsley (2004 op uitleenbasis)
- Leunis Barentsen (1913-1921)
- Charles Barlow (1907-1908)
- Willy Bastiaens (1933-1946)
- Désiré Bastin (1919-1933)
- Fille Bastin (1931-1939)
- Louis Bastin (1931-1950)
- Warre Bastin (1911-1927)
- Jelle Bataille (2021-heden)
- Dylan Batubinsika (2017-2021)
- Moustapha Bayal Sall (2017-2018)
- Mohamed Bayo (2025)
- Frans Beaufays (1948-1955)
- Argent Bećiri (1997-1999)
- Henri Becker (1915)
- Alireza Beiranvand (2020-2022)
- Yassine Ben Hamed (2021-heden)
- Sofian Benamar (2001-2003)
- Cristian Benavente (2020)
- Frederik Beniers (1922-1928)
- Omar Bennassar (2012-2013)
- Mauricio Benítez (2025-heden)
- Just Berends (2013-2015)
- Willy Berghmans (1965-1969)
- Csaba Bernáth (2003-2004)
- Antoine Bernier (2018-2020)
- Eddy Bertels (1945-1964)
- Alfred Beugnier (1922-1928)
- Norbert Beuls (1984-1985 op uitleenbasis)
- Edward Beyers (1956-1959)
- Karel Beyers (1961-19??)
- Edouard Beyls (1920-1925)
- Ahmed Biga (2005-2007)
- Harry Biglowe (1908-1910)
- Glenn Bijl (2025-heden)
- Mathy Billen (1982-1983)
- Boris Binkovski (1975-1976)
- Nico Binst (2015-2017)
- Maxime Biset (2015-2017)
- Theophile Blankers (1938-1947)
- George Blay (2011-2013)
- Armand Blutz (1908-1909)
- Prince Bobby (2011-2013)
- Johan Bocklandt (1988-1994)
- Peter Bodak (1984-1986)
- Gaston Boeckstaens (1977-1985)
- Frank Boeckx (2014-2015)
- Leon Bogaerts (1919-1932)
- Florent Bohez (1958-1973)
- Carl Boks (1900-1901)
- Sinan Bolat (2017-2020)
- Charles Bollaert (1925-1936)
- Jonathan Bolingi (2018-2021)
- Danny Bonne (1979-1987, uitgeleend van 1981-1987)
- Henri Boogaerts (1928-1941)
- Willy Boons (1968)
- Matheus Borges (2017-2020)
- John Borstlap (1921-1925)
- Alfred Borthwick (1893-1894)
- Joseph Bosmans (1912-1923)
- Lieven Bosmans (2001-2004)
- Luc Bosmans (1959-1983)
- John Bostock (2013-2014)
- Hakim Bouchouari (2008)
- Frank Boya (2020-2023)
- Govert Boyen (2002-2004)
- Rosen Bozhinov (2024-heden)
- Eddy Braem (1962-1976)
- Dieter Braspennincx (1997-2002)
- Olivier Brassart (1998-1999)
- Roger Breens (1958-1963)
- Edmond Brock (1923-1939)
- Fran Brodić (2015 op uitleenbasis)
- Jorn Brondeel (2013-2015)
- Nico Broeckaert (1989-1996)
- Bradley Bubb (2013-2014)
- Barry Budts (1991-2004)
- Henry Buffman (1892-1894)
- Gabor Bukran (2003-2005)
- Miloš Bursać (1993)
- Edmond Busch (1904-1911)
- Louis Busch (1903-1906)
- Antonio Salvador Bustamante (1985-1998)
- Aurélio Buta (2017-2022)
- Jean Butez (2020-2024)
- Lee Buttler (1898-1899)
- Freddy Buyl (1965-1966)
- Stephen Buyl (2016-2017)
- Rudolph Bynoe (1953-1964)

## C
- Eddy Caers (1966-1967)
- Xavier Caers (1968-1978)
- Albert Caerts (1934-1938)
- Caio (2009)
- Sandro Calabro (2013-2015)
- Zoran Čampara (1997-2004)
- Fraizer Campbell (2007-2008 op uitleenbasis)
- Jos Camps (1942-1953)
- Fabien Camus (2016-2017)
- Fernand Caremans (1912-1914, 1918-1925)
- Gerrit Carleer (1984-1985)
- Jos Carpentier (1901-1923)
- Sus Carpentier (1905-1930)
- Francesco Carratta (2008-2009)
- Bruno Carvalho (2012-2014)
- Umberto Carvalho dos Santos (2014-2015)
- Charles Casteleyns (1902-1904)
- Alejandro Castro Suárez (2015-2016)
- Craig Cathcart (2007-2008 op uitleenbasis)
- Eugène Cauwelier (1920-1932)
- Petar Čestić (1995-1996)
- Luke Chadwick (1999-2000 op uitleenbasis)
- Charles Chapman (1892-1895)
- John Chapman (1895-1896)
- Zinou Chergui (2011-2012 op uitleenbasis)
- Andrei Chernyshov (1998)
- Tjaronn Chery (2024-2025)
- Justice Christopher (2001-2002)
- Liviu Ciobotariu (2004)
- Mohamed Cisse (2003-2007)
- Karel Claes (1945-1958)
- Pieter Claes (1926-1935)
- Rik Claes (1953-1956)
- Nico Claesen (1993-1994)
- Olivier Claessens (2004-2007)
- George Clegg (1999-2000)
- Billy Clifford (2014)
- John Clottens (1941-1957)
- Albert Cluytens (1982-1983)
- Harry Cnops (1980-1988)
- Jos Coates (1912-1922)
- Dan Coe (1971–1973)
- John Cofie (2012)
- Guy Colen (1988-1996)
- Charles Colfs (1948-1965)
- Walter Colignon (1923-1965)
- Lee Colin (2009-2015)
- Paul Collin (1946-1966)
- Simon Colosimo (2002-2003)
- Steve Colpaert (2015-2020)
- Sander Coopman (2019-2022)
- Tony Coppens (1988-1989)
- Raymond Corbaye (1970-1971)
- Antoon Corbet (1926-1935)
- Wim Coremans (1950-1968, 1970-1973)
- Mathieu Cornet (2016)
- Alexander Corryn (2016-2018)
- Edmond Corstiaens (1919)
- Ayrton Costa (2024)
- Adamo Coulibaly (2008-2009)
- Soumaïla Coulibaly (2023-2024)
- Jérôme Coumans (1948-1961)
- Louis Coveliers (1922-1925)
- Robert Cox (1905-1907)
- Pierre Cranshoff (1943-1946)
- Johan Creemers (1990-1997)
- Jacques Crijns (1920-1923)
- Jan Croenen (1915-1919)
- Miroslav Ćurčić (1989-1991)
- Theo Custers (1975-1981)
- Alex Czerniatynski (1981-1982, 1989-1993)

## D
- Karel D'Haene (2000-2003)
- Bert D'Hollander (1932-1948)
- Edouard D'Hondt (1910-1911)
- Oswald D'Hondt (1947-1948)
- Sandro da Silva (1996-2001)
- Adolphe Daeninck (1904)
- Dimitri Daeseleire (2013 op uitleenbasis, 2015-2017)
- Denis Dasoul (2005)
- Laurent Dauwe (1999-2000)
- Gabriel David (2025-heden)
- David Davies (1892-1894)
- Romain Davigny (2015-2016)
- Jim Davis (2001 op uitleenbasis)
- Stan De Backker (1949-1951 op uitleenbasis, 1951-1959)
- Frans De Beuckelaer (1970-1974)
- Jean De Clercq (1925-1933)
- Wim De Coninck (1987-1993)
- Bart De Corte (2007-2010)
- Thomas De Corte (2010-2011)
- Yvan De Corte (1992-2001)
- Wim De Decker (2013-2016)
- Albert De Deken (1934-1937)
- Edmond De Deken (1949-1951)
- Frans De Deken (1933-1937)
- Henri De Deken (1926-1937)
- Louis De Deken (1927-1930)
- Steven Defour (2019-2020)
- Garry De Graef (1989-1992 op uitleenbasis, 1992-1998)
- Pol De Groof (1915-1926)
- Pol De Gruyter (1969-1974)
- Albert De Kesel (1934-1938)
- Ritchie De Laet (2006-2007, 2018, 2019-2024)
- Jaak De Loore (1916-1921)
- Olivier Deman (2025)
- John De Man (1901-1905)
- Louis De Mees (1927-1933)
- Jurgen De Neys (1999-2002)
- Kevin De Pauw (2001-2003)
- Nill De Pauw (2020-2022)
- Joeri De Poortere (1990)
- Henri De Ridder (1901-1911)
- Louis De Ridder (1954-1955)
- Jonas De Roeck (1997-2001, 2013-2015)
- Louis De Roeck (1917-1925)
- Alexis De Sart (2019-heden)
- Jim De Schryver (1974-1978)
- Johnny De Smet (1958)
- Karel De Smet (2011-2012)
- Sandro de Souza Yokota (2001-2002)
- Dorian Dessoleil (2021-2024)
- Jules de Surgeloose (1897-1899)
- Hugo De Vries (1973-1977)
- Sooi De Vries (1930-1939)
- Emmerik De Vriese (2008-2011)
- Ernest De Weerd (1968-1970)
- Edmond De Winter (1901-1907)
- Yves De Winter (2018-2020)
- Harjan de Wit (1991)
- Ortwin De Wolf (2021-2024)
- Kevin Debaty (2015-2018)
- Louis Deceuninck (1930-1936)
- Jos Deckers (1955-1970)
- Jozef Deckx (1955)
- René Decoux (1912-1913)
- Geert Deferm (1985-1986)
- Théo Defourny (2011-2012 op uitleenbasis)
- Paul Degenaers (1947-1955)
- Franky Dekenne (1988-1990)
- Giovanni Dekeyser (2001-2002)
- Stefan Delalieux (2001)
- Jaak Demey (1943-1945)
- Lucien Depierre (1903-1906)
- Adolphe Deprez (1904-1905)
- Werner Deprez (1960-1966)
- Joeri Dequevy (2015-2017)
- Jos Deraeve (1975-1978)
- Jef Derniest (1921-1933)
- René Desaeyere (1971-1978)
- Leo Desmet (1935-1946)
- Fernand Desmidt (1937-1945)
- Boy Deul (2013)
- Guido Dewil (1977-1979)
- Alexandre Di Gregorio (2004-2007, 2010-2011)
- Anthony Di Lallo (2014-2016)
- Papé Diakité (2013-2015)
- Audry Diansangu (2009-2011)
- Erik Diels (1985-1989)
- Jules Diels (1934-1935)
- Danny Dieltiens (1977-1988)
- Patrick Dieltjens (1975-1977)
- Michel Dierckx (1924-1927)
- Tuur Dierckx (2016-2017)
- Sammy Dillen (1995-2000)
- Oumar Diouck (2011-2013)
- Bojan Djordjic (2012)
- Artjom Dmitrijev (2012-2013)
- Jordi Dobbelaere (2014)
- Charles Docx (1939-1952)
- Sean Doherty (2007-2008 op uitleenbasis)
- Joren Dom (2012-2017)
- Theo Dom (1913-1930)
- Dong Fangzhuo (2004-2007 op uitleenbasis)
- John Dooley (1893-1894)
- / Tosin Dosunmu (2011-2012)
- Julien Driessens (1956-1958)
- Pol Dua (1928-1935)
- Grégory Dufer (2015-2016)
- Guy Dufour (2011-2012)
- Dennis Duinslaeger (2004-2006)
- Antun Dunković (2011-2012)
- Frédéric Duplus (2016-2017)
- Rik Durinckx (1946-1951)
- Pierre Dwomoh (2021-2024)
- Julien Dykmans (1964)

## E
- Sylvan Ebanks-Blake (2006 op uitleenbasis)
- Adam Eckersley (2006 op uitleenbasis)
- Johannes Eggestein (2021-2022)
- Chidera Ejuke (2023-2024)
- Jurgen Ekkelenkamp (2022-2024)
- Ove Eklund (1971-1975)
- Icham El Messaoudi (2009-2010)
- Karim El Ouahidi (2014)
- Henri Elebaers (1901-1916)
- Bobsam Elejiko (2007-2008)
- John Elst (1906-1907)
- Emanuel Emegha (2022)
- Geert Emmerechts (1988-2000)
- Gerard Engelen (1943-1949)
- Björn Engels (2021-heden)
- Jonny Evans (2006 op uitleenbasis)
- Bernt Evens (2000-2005)
- Jordi Ewanena (2013)
- Tom Eysackers (2007)

## F
- Sidi Farssi (2004-2006)
- Bimbo Fatokun Lanre (1995-2002)
- Cédric Fauré (2016)
- Giovanni Fedorow (2004-2006)
- Rubenilson Monteiro Ferreira
- Yves Feys (2001-2005)
- Viktor Fischer (2021-2023)
- Matias Fondato (2008-2009)
- Philippe Fostier (2007-2009)
- Daam Foulon (2025-heden)
- David Fox (2003-2004 op uitleenbasis)
- Denis Fraeyman (1974-1979)
- Ray Fränkel (2007-2010)
- Michael Frey (2021-2024)
- Isidore Freedman
- Jacques Freedman
- Carl Freusberg
- Albert Frilling
- Fernand Frilling

## G
- Zinho Gano (2019-2020)
- Marc-Antoine Gbarssin (2007-2010)
- Richard Gedopt (1937-1949)
- David Geeroms (2007-2009)
- Jérémy Gelin (2020-2021)
- Pieter Gerkens (2020-2023)
- Willy Geurts
- Darron Gibson (2006-2007 op uitleenbasis)
- Stavros Glouftsis (2007-2008)
- Tomislav Gomelt (2013-2014 op uitleenbasis)
- Arthur Gomez (2002-2005 op uitleenbasis)
- Dirk Goossens (1988-1991)
- Patrick Goots (1999-2004)
- Rodolf Gossweiler
- Jens Govaerts
- Omar Govea (2018-2019)
- Bruce Grant
- David Gray (2007 op uitleenbasis)
- Alan Grozdanic (2002-2005)
- Michel Gysels (2016)

## H
- Irfan Hadžić (2015-2016)
- Geoffry Hairemans (2008-2010, 2015-2019, 2025-heden)
- Aage Hansen (1977-1979)
- Faris Haroun (2017-2023)
- Bertie Harris (1895-1896)
- Charles Hartland (1898-1899)
- Louis Hartland (1897-1899)
- Nicky Hayen (2012-2013 op uitleenbasis)
- Colin Heath (2003-2004 op uitleenbasis)
- Tom Heaton (2006, op uitleenbasis)
- Benson Manuel Hedilazio (2019-2022)
- André Heerwegh (1972-1984)
- Christi Heidt (1899-1900)
- Bob Heinz (1903-1907)
- Walter Heinz (1902-1910)
- Jonathan Hellemans (2004)
- Marcel Hendrickx (1965)
- Edward Hermann (1892-1894)
- Freddy Hermans (1974)
- Filip Herreman (1919-1923)
- Arthur Herssens (1912-1914)
- Henri Herwijn (1930)
- Max Heyder (1892-1898)
- Willy Heydt (1963-1964)
- Jos Heyligen (1974-1977)
- Frans Heymans (1969-1970)
- Jonas Heymans (2015)
- Danny Higginbotham (1998-1999 op uitleenbasis)
- Kirk Hilton (1999-2000 op uitleenbasis, 2006-2007)
- Geert Hoebrechts (1989-1997)
- Wesley Hoedt (2019-2020)
- Gust Hofman (1946-1952)
- Paul Hofman (1974-1976)
- Jeroen Hofmans (2009-2012)
- Martin Hongla (2019-2021)
- William Hood (1895-1896)
- John Hooper (1894-1898)
- Herman Houben (1974-1975)
- Anwar Houmani (2015-2017)
- Henk Houwaart (1975-1976)
- René Huybrechts (1907)
- Louis Huybreghs (1953-1958)
- Jordy Huysmans (2014-2017)

## I
- David Iboma (2013-2015)
- Abdul Nafiu Iddrisu (2004-2005 op uitleenbasis)
- George Ilenikhena (2023-2024)
- Ivan Ilić (1996-1998)
- Gideon Imagbudu (2002-2005)
- Kiko Insa (2008)
- Andrei Ionescu (2011-2012)
- Dominic Iorfa (1989-1990)
- Patrick Ipermans (1979-1986)
- Isa Izgi (2006-2007 op uitleenbasis)

## J
- Reda Jaadi (2017-2019)
- Dries Jacquemyn (2005-2006)
- Cecil Jacobs
- Horace Jacobs
- Michiel Jaeken (2016-2017)
- Dragan Jakovljević (1991-1997)
- Kevin Jansen (2005-2007)
- Vincent Janssen (2022-heden)
- André Janssens
- Raymond Jaspers
- Žarko Jeličić (2007-2010)
- William Jenkinson
- Antonijo Ježina (2016-2017)
- Edward Johnson (2004 op uitleenbasis)
- Ritchie Jones
- Simen Juklerød (2018-2021)
- Nikola Jurčević (1988-1989)

## K
- Ruud Kaiser (1978-1980)
- Gaël Kakudji (2018-2020)
- Stanislav Karasi
- Neville Kearney
- Mandela Keita (2023-2024)
- Emmanuel Kenmogne (2007-2010)
- Gyrano Kerk (2023-heden)
- Sander Kevelaerts
- Wim Kiekens (1989-1998)
- Landry Kikota Kikorntuli (2016)
- Aleksander Kłak (1996-2002)
- Karl Kodat (1971-1977)
- / Isaac Koné (2016-2017)
- Boubakar Kouyaté (2025-heden)
- Kálmán Kovács
- Laurit Krasniqi (2022-2024)
- Arkadiusz Kubik (2002-2004)
- / Nicaise Kudimbana (2015-2017)
- / George Kulcsar

## L
- Michael Lallemand (2016-2017)
- Benjamin Lambot (2009-2012)
- Flor Lambrechts
- Didier Lamkel Zé (2018-2022)
- Senne Lammens (2023-heden)
- Samuel Lavan
- Michael Lea (2007-2008 op uitleenbasis)
- Jules Lecomte
- Cornelius Ledeboer
- Joseph Lee
- Hans-Peter Lehnhoff (1987-1994)
- Stefan Leleu (1999-2004)
- Maxime Le Marchand (2020-2021)
- Georges Lens
- Dennis Leonidas
- Stallone Limbombe (2014-2018)
- Zoran Ljubinković (2002-2004)
- Jordan Lukaku (2020-2021)
- Darko Lukanović (2005-2009)
- Flemming Lund (1972-1976)
- Auguste Luyten
- Eloi Luyten

## M
- Bob Maertens (1948-1959)
- Souleymane Mamam (2003-2007 op uitleenbasis, 2007-2008)
- Mickaël Malsa (2015-2016)
- Kris Mampaey (2000-2001)
- Lee Martin (2006 op uitleenbasis)
- Marquinhos (2009-...)
- Eliot Matazo (2024)
- Davor Matijaš (2020-2022)
- Jo Nymo Matland (2016-2017)
- Guy Mbenza (2020-2022)
- Dieumerci Mbokani (2018-2021)
- Henry McStay (2007-2008 op uitleenbasis)
- Victor Mees (1939-1964)
- Erik Meijer (1989-1990)
- Boualem Merrir
- Hugo Mertens (1960-1961)
- Kurt Mertens
- Oswald Meyer
- Kevin Mirallas (2019-2020)
- Dejan Mitrović (2004-2005)
- Koji Miyoshi (2019-2023)
- René Moreels
- Noureddine Moukrim (1991-1995)
- Arbnor Muja (2022-heden)
- Danny Muller
- Jürgen Müller (1982-1986)
- Omar Mussa (2001-2004)
- Zsolt Muzsnay (1991-1992)

## N
- Mamoutou N'Diaye (2015-2018)
- Jens Naessens (2016)
- Sylvain Naets (1997-1998)
- Antal Nagy (1976)
- László Nagy (1998-2000)
- Radja Nainggolan (2021-2022)
- Robert Neagoe (2005-2007)
- Anders Nielsen (2002-2003)
- Jordi Nijs (2011)
- Plamen Nikolov (1986-1987)
- Igor Nikolovski (1996-1998)
- Salomon Nirisarike (2012-2014)
- Walter Noels (1962-1965)
- François Nooujaar (1894)
- Taishi Brandon Nozawa (2025-heden)
- Bruny Nsimba (2019-2023)
- Roberto Nuñez (2017-2018)

## O
- John O'Shea (2001 op uitleenbasis)
- Denis Odoi (2024-2025)
- Funso Ojo (2013)
- Žarko Olarević (1976-1978)
- Luciano Olguin (2005-2008)
- Azubuike Oliseh (1999)
- Rogério Oliveira da Costa (1998)
- Louis Ommeganck (1956-1957)
- Johanna Omolo (2014-2017)
- Jacob Ondrejka (2023-2025)
- Daniel Opare (2018-2020)
- Jordan Opoku (2004-2005 op uitleenbasis)
- Kevin Oris (2009-2012)
- Alen Orman (2000-2001)
- Sergej Ostapenko (2008)
- Obbi Oulare (2017-2018)
- Edwin Ouon (2002-2005)
- Basilus Overman (1909)
- Ganiyu Owolabi (1995-2000)
- William Owusu (2014-2019)
- Volkan Ozen (2009)

## P
- Willian Pacho (2022-2023)
- Piet Palmers (1960-1961)
- Mady Panandetiguiri (2012-2013)
- Oldřich Pařízek (1998-2002)
- Patrick Pascal (2001-2002)
- Gust Pauwels (1937-1942)
- Lowie Pauwels (1949-1950)
- Bob Paverick (1931-1947)
- Gert Peelman (2000)
- Frans Peeraer (1931-1937)
- Brent Peers (2016)
- Joseph Peers (1907-1908)
- Franky Pelgrims
- Vladimir Petrović
- Pétur Pétursson
- Marcos Pereira (2004)
- Gabriel Persa (2004-2005)
- Geoffry Peytier (2002-2004)
- Thomas Phibel (2009-2012)
- Oscar Piepers
- François Pierrot
- Louis Pilot (1972-1975)
- Ángel Pindado (2004 op uitleenbasis)
- Harald Pinxten (2001-2005)
- Thierry Pister
- Jonathan Pitroipa (2018)
- Junior Pius (2019-2022)
- Darko Pivaljević (1997-2000, 2003-2004, 2007-...)
- Pascal Plovie
- Jan Poortvliet
- Krist Porte
- Léon Portielje
- Jules Possemiers
- Lewis Potter
- Herbert Potts
- Dennis Praet (2024-heden)
- Christophe Préseaux (2005-2006)

## Q
- Raphaël Quaranta (1989-1992)
- Peter Quintelier (1986-1987)
- Robbe Quirynen (2019-2022)

## R
- Tomas Ramelis
- Ernst Ramus
- Zotsara Randriambololona (2017-2019)
- Lior Refaelov (2018-2021)
- Jordan Remacle (2016)
- Gunter Ribus (1997-2004)
- Jaïro Riedewald (2024-2025)
- Alfred Riedl (1974-1976)
- Predrag Ristovic (2005-2009)
- Claude Rivaz (1891-1894)
- Adolf Robyns
- Gustave Robyns
- Jan Robyns
- Jules Robyns
- Paul Robyns
- Ivo Rodrigues (2018-2020)
- Shin Young Rok
- Robert Roosen (2016)
- Jan Ruiter
- Richie Ryan (2007-2008)
- Semm Renders (2024-heden)

## S
- Mbwana Samatta (2021-2022)
- Albert Sanders (1905-1908)
- Baptiste Schmisser (2016)
- Jelmer Schoeters
- Christopher Scott (2022-heden)
- Abdoulaye Seck (2018-2022)
- Didier Segers (1992-1994)
- Seol Ki-hyeon (2000-2001)
- Tony Sergeant (2000-2003)
- Sebastián Setti (2008-2010)
- Francis Severeyns (1982-1988, 1992-1997)
- Ryan Shawcross (2007 op uitleenbasis)
- Sergei Shtanyuk (2000-2001)
- Sébastien Siani (2018)
- Giorgos Sideris (1970-1971)
- David Simão (2019)
- Charles Simons (1923-1934)
- Danny Simpson (2006 op uitleenbasis)
- Asanda Sishuba (2003-2005)
- Slobodan Slović (2008-2009)
- Rudi Smidts (1974-1997)
- Björn Smits (1992-1997)
- Philippe Snelders (2004)
- Louis Somers (1927-1937)
- Thibo Somers (2025-heden)
- Mounir Soufiani (2007)
- Abderahmane Soussi (2021-2024)
- Goran Stankovski (2005-2006)
- Milan Stavrić (2008)
- Michael Stewart (2000-2001 op uitleenbasis)
- Stevan Stojanović (1991-1995)
- Ranko Stojić (1995-1997)
- Albert Stoop (1894-1898)
- Jules Suetens (1904-1920)
- Tino-Sven Sušić (2018)
- Ratko Svilar (1980-1995)

## T
- François Tack
- Rudi Taeymans (1985-1998)
- Frank Talia (?-2002)
- Jochem Tanghe (2006-2008)
- Mehdi Tarfi (2015-2016)
- Ernest Taylor
- Younes Teghmas (2016-2017)
- Jens Teunckens (2018-2020)
- Benoît Thans
- Yannick Thoelen (2025-heden)
- Tibor Tisza (2009-... op uitleenbasis)
- Ever Tomley
- Cedric Tomsin (2005-2007)
- Kafoumba Touré (2017-2018)
- Matthias Trenson (2008-2010)
- Gennadiy Tumilovich (2002-2004)
- Gerald Turnbull
- Yuto Tsunashima (2025-heden)

## U
- Victor Udoh (2023-2025)
- Kari Ukkonen (1991-1993)
- Guillaume Ulens (1925-1935)
- Gert Ulrichts (2013)
- Mukhammadali Urinboev (2025-heden)
- Peter Utaka (2006-2008)

## V
- Anthony Valencia (2022-heden)
- Berry van Aerle
- Joseph Verbeeck
- Georges Van Biesebroeck
- Jelle Van Damme (2017-2019)
- Dis Van Den Audenaerde (1940-1952)
- Sven van der Jeugt (2012-...)
- Leo Van Der Elst
- Marc Van Der Linden (1981-1989)
- Alexandre Vandermeulen
- Edouard Van Dooren
- Edmond Van Dyck
- Louis van Gaal (1973-1977)
- Ronny Van Geneugden
- Jef Van Gool (1954-1966)
- Roger Van Gool (1967-1974, 1981-1982)
- Roel van Hemert (2007-2009)
- Willy Van Heste
- Tony Van Hul
- Godefroid Van Melderen (1911-1915)
- Alain Van Mieghem (2004-2007)
- Wilfried Van Moer (1965-1968)
- Victor Van Offenwert (1953-1956)
- David Van Passel
- Kurt Vangompel
- Ronny Van Rethy (1985-1996)
- Edouard Van Roey
- Frans van Rooij (1986-1991)
- Tom Van Ruysseveldt
- Alfred Van Stappen
- Joseph Van Stappen
- Jan Van Steenberghe (2002)
- Gerard Van Steene
- Dieter van Tornhout (2012-...)
- Vincent Van Trier (2008-...)
- Patrick Van Veirdeghem (1990-1993)
- Jannes Vansteenkiste (2013-2017)
- William Verbeek (?-2004)
- Spencer Verbiest (2005-...)
- Filip Verdickt
- Alfred Verdyck
- Davino Verhulst (2022-heden)
- Gunter Verjans (1997-1998, 2005-2007)
- Arthur Vermeeren (2022-2024)
- Birger Verstraete (2020-2023)
- Louis Verstraete (2020-2021)
- Jordy Verstraeten (2016-2017)
- Bas Vervaeke (2008-...)
- Sacha Vervekken (2005-2008)
- Sam Vines (2021-2024)
- Björn Vleminckx (2016-2018)
- Jef Vliers
- Florent Voets
- Ivan Vukomanović (2008-2009)
- Wilfried Van Genechten (1978-1979)
- Zeno Van den Bosch (2023-heden)

## W
- Jozef Wagner
- Ronnie Wallwork (1999 op uitleenbasis)
- Robert Walther
- Eddy Wauters (1949-1965)
- Xavier Wauters
- Kevin Wauthy (2007-...)
- Arthur Weller
- Zbigniew Wyciszkiewicz
- Théodore Wertz
- Owen Wijndal (2023-2024)
- Piet Wildschut
- Albert Wilkinson
- Stephan Willmsen (?-...)
- Ivan Willockx (2005-2006)
- Robert Wolff
- Neil Wood
- Jamie Wood (2001-2002 op uitleenbasis)
- Leo Wouters (1949-1963)

## Y
- Sambou Yatabaré (2017-2020)
- Ibrahim Yattara (2000-2003)
- Naby Moussa Yattara (2002-2006)
- Alexander Yi (2002-2005)
- Kadan Young (2025)
- Alhassan Yusuf (2021-2024)

## Z
- Kerem Zevne (2010-2011)
- Maksim Zhalmagambetov (2008-2009)
- Noureddine Ziyati (2000-2003)
- Itzik Zohar (1994-1995)
- Vaidotas Zutautas (1998)

RSC Anderlecht ·
Antwerp FC ·
Beerschot AC ·
Beerschot VA ·
KSK Beveren ·
Rupel Boom ·
Cercle Brugge · 
Club Brugge ·
KRC Genk ·
KAA Gent · 
KV Kortrijk ·
OH Leuven ·
Lierse SK ·
RFC de Liège ·
KSC Lokeren ·
Lommel SK ·
KV Mechelen ·
Royal Excel Moeskroen ·
RAEC Mons ·
KV Oostende ·
RFC Seraing ·
STVV ·
Sporting Charleroi ·
Standard Luik ·
AFC Tubize ·
Union SG ·
KVC Westerlo ·
SV Zulte Waregem